# Ziram
Ziram ist die Kurzbezeichnung einer chemischen Verbindung des Zinks aus der Gruppe der Dithiocarbamate (genauer das Zinksalz von Dimethyldithiocarbaminsäure), welches häufig als Fungizid verwendet wird. Es liegt in Form eines weiß bis gelblichen Pulvers vor, welches sich bei Einwirkung von UV-Licht oder in alkalischen Medien zersetzt.

## Gewinnung und Darstellung
Ziram wird durch Reaktion von Dimethylamin und Kohlenstoffdisulfid in Gegenwart einer Zinkverbindung (einer Base oder eines Amins) hergestellt.

## Verwendung
Ziram wird als Blattfungizid im Obst- (meist Steinobst), Wein-, Gemüse- und Zimmerpflanzenanbau (etwa gegen Schorf) sowie als Repellent gegen Wildverbiss und Vogelfraß eingesetzt. In der Schweiz bestehen Zulassungen für den Einsatz gegen die Kräuselkrankheit bei Pfirsichen und Nektarinen. Nach den österreichischen Bestimmungen kann Ziram verwendet werden, um Saatgut durch Beizen vor Vogelfraß zu schützen. In Deutschland ist die Verwendung oder das Inverkehrbringen derzeit nicht zugelassen. Jedoch hat das Bundesamt für Verbraucherschutz und Lebensmittelsicherheit im März 2019 eine Notfallzulassung für 36750 Liter des Mittels Korit 420 FS mit diesem Wirkstoff zum Beizen von Saatgut von Mais gegen Vogelfraß erteilt, welche vom 15. Dezember 2019 bis 12. April 2020 gilt. Saatgut, welches in Österreich oder einem anderen EU-Mitgliedstaat, in dem die Verwendung von Ziram derzeit zugelassen ist, damit gebeizt wurde, darf in Deutschland nach EU-Recht nicht verboten werden; da Ziram bei Inkrafttreten der derzeit in der EU für Pflanzenschutzmitteln maßgeblichen Verordnung (EG) Nr. 1107/2009 im Anhang der aufgehobenen EU-Richtlinie 91/414/EWG über das Inverkehrbringen von Pflanzenschutzmitteln aufgelistet war, gilt es in der EU nach einer mehrfach verlängerten Übergangsregelung als genehmigt und daher in den Mitgliedsstaaten als zulassungsfähig bei Verpflichtung, erteilte Zulassungen auf Antrag gegenseitig anzuerkennen.
Weiterhin wird Ziram als Vulkanisationsbeschleuniger bei der Herstellung von Gummi aus Kautschuk verwendet.

## Toxikologie
Unter Vulkanisationsbedingungen können aus Ziram Spuren von karzinogenem Dimethylnitrosamin entstehen.
Die WHO hat für Ziram eine erlaubte Tagesdosis von 0,02 mg je kg und Tag festgelegt.

## Gefahrenbewertung
Ziram wurde 2012 von der EU gemäß der Verordnung (EG) Nr. 1907/2006 (REACH) im Rahmen der Stoffbewertung in den fortlaufenden Aktionsplan der Gemeinschaft (CoRAP) aufgenommen. Hierbei werden die Auswirkungen des Stoffs auf die menschliche Gesundheit bzw. die Umwelt neu bewertet und ggf. Folgemaßnahmen eingeleitet. Ziram wurde in den Aktionsplan aufgenommen aufgrund der Sorge über das hohe Risikoverhältnis (Risk Characterisation Ratio, RCR) sowie wegen seiner Eigenschaft als potentieller endokriner Disruptor. Die Neubewertung läuft seit 2012 und wird von Dänemark durchgeführt. Um zu einer abschließenden Bewertung gelangen zu können, wurden weitere Informationen nachgefordert.